# 22450 Nové Hrady
(22450) Nové Hrady, denumire internațională (22450) Nove Hrady, este un asteroid din centura principală de asteroizi.

## Descriere
22450 Nové Hrady este un asteroid din centura principală de asteroizi. A fost descoperit pe 3 noiembrie 1996 la Observatorul Kleť de Jana Tichá și Miloš Tichý. Asteroidul prezintă o orbită caracterizată de o semiaxă mare de 2,68 ua, o excentricitate de 0,21 și o înclinație de 5,4° în raport cu ecliptica.